# Мері Велш Гемінґвей
Мері Велш Гемінґвей (англ. Mary Welsh Hemingway; Вокер, 5 квітня 1908 — 26 листопада 1986, Нью-Йорк) — американська журналістка та письменниця, четверта дружина і вдова Ернеста Гемінґвея. Після смерті Хемінгвея вона стала його літературним агентом, організувала видання «Свято, яке завжди з тобою», «Острови поміж течій», «Райський сад» та інших посмертних творів письменника. Мері Уелш служила прототипом Луїзи у романі Ірвіна Шоу «Молоді леви».

## Біографія
Народилася у Вокері, штаті Міннесота у сім'ї заготівельника лісу. Провела дитинство і навчалася в Беміджі. Після закінчення середньої школи в 1926 році протягом року навчалася в місцевому державному педагогічному коледжі в Беміджі. У дитинстві Мері була закохана в редактора місцевої газети, тому вирішила стати журналісткою і вступила в Северо-Західний університет в Еванстоні. Вона залишила університет у 1930 році після того, як майже два роки редактувала журнал «Американський флорист». В 1938 році вийшла заміж за Лоуренса Міллера Кука, студента-драматурга з Огайо. Їхнє спільне життя було недовгим, після розлучення Мері переїхала до Чикаго та почала працювати в газеті «Chicago Daily News», де познайомилася з колегою по газеті — Віллом Ленгом-молодшим. Під час відпустки в Лондоні Мері знайшла нову роботу в газеті «Daily Express» та була направлена кореспонденткою до Парижа, де провела роки, що передували Другій світовій війні. Після падіння Франції в 1940 році Мері Велш повернулася в Лондон, де продовжувала висвітлювати події війни. Під час війни вийшла заміж вдруге, за австралійського журналіста Ноеля Монкса.
У травні 1944 року познайомилася з американським письменником Ернестом Гемінґвеєм, який також працював в Лондоні кореспондентом. Мері Велш обідала в ресторані у компанії письменника Ірвіна Шоу, Гемінґвей зупинився біля столика та попросив представити його «цій чарівній блондинці». Після першої їхньої зустрічі Гемінґвей заявив: «Мері, я зовсім вас не знаю. Але хочу одружитися на вас. Ви така жива! Ви така красива. Як блешня. Я хочу одружитися на вас прямо зараз. А коли-небудь і ви захочете вийти за мене заміж. Просто пам'ятайте, що я на вас одружусь. Сьогодні, або завтра, або через місяць, або через рік».
У 1945 році розлучилася з Ноелем Монксом, а в березні 1946 року вийшла заміж за Гемінґвея, весілля відбулося на Кубі. Велш і Гемінґвей добре підходили один одному — попередня дружина Гемінґвея обурювалася його спробами встановити своє панування, тоді як Мері Велш писала: «Я хотіла, щоб він був Вчителем, був сильнішим і розумнішим за мене; постійно пам'ятала, наскільки він великий і наскільки я мала». У серпні 1946 року у неї стався викидень через позаматкову вагітність. Після весілля Мері довгі роки жила з Гемінґвеєм на Кубі, а після 1959 року в Кетчумі, штаті Айдахо. У 1958 році, все ще перебуваючи на Кубі, вона разом зі своїм чоловіком знялася в епізодичних ролях у кіноекранізації новели Гемінґвея 1952 року «Старий і море», режисера Джона Стеджеса. Хемінгвей грав у фільмі гравця, а Мері — туристку з Америки.
Рано вранці 2 липня 1961 року, коли вони переїхали до Кетчум, Мері прокинулася від гучного шуму і виявила, що її чоловік застрелився зі своєї улюбленої рушниці. За словами біографа Джеймса Меллоу, Хемінгуей відкрив кладовище в підвалі, де зберігалися його рушниці, піднявся нагору, у вестибюль їхнього будинку в Кетчумі, з двоствольним дробовиком, яким він так часто користувався, і застрелився. Мері і інші члени сім'ї та друзі спочатку сказали пресі, що смерть була випадковою, але у інтерв'ю пресі п'ять років пізніше Мері визнала, що Хемінгуей покінчив життя самогубством.
Після самогубства Хемінгуея в 1961 році Мері виступила його літературним душоприкажчиком і була відповідальною за публікацію творів «Свято, яке завжди з тобою», «Острови поміж течій», «Райський сад» та інших посмертних публікацій. Вона передала рукопис «Свято, що завжди з тобою» Тетяні Кудрявцевій, перекладачу з Радянського Союзу, яка потім видала російський переклад одночасно з публікацією оригіналу англійською мовою. У 1976 році вона написала автобіографічну книгу «Як це було».
Пізніше Мері переїхала в Нью-Йорк, де жила в квартирі на 65-й вулиці. Після тривалої хвороби вона померла в лікарні Святого Луки 26 листопада 1986 року в віці 78 років. У своєму заповіті вона вказала, щоб її поховали в Кетчумі поруч з Хемінгуеєм, що і було виконано.